# مزرعه حاج‌عابدین
مزرعه حاج‌عابدین یکی از روستاهای استان آذربایجان شرقی است که در دهستان گویجه بل بخش مرکزی شهرستان اهر واقع شده‌است.این روستا ۹۷ نفر جمعیت دارد.